# Сікфа
Сікфа (рум. Sicfa) — село у повіті Клуж в Румунії. Входить до складу комуни Унгураш.
Село розташоване на відстані 332 км на північний захід від Бухареста, 53 км на північний схід від Клуж-Напоки.

## Населення
За даними перепису населення 2002 року у селі проживали 18 осіб.
Національний склад населення села:
| Національність | Кількість осіб | Відсоток |
| -------------- | -------------- | -------- |
| румуни         | 12             | 66,7%    |
| угорці         | 6              | 33,3%    |

Рідною мовою назвали:
| Мова      | Кількість осіб | Відсоток |
| --------- | -------------- | -------- |
| румунська | 12             | 66,7%    |
| угорська  | 6              | 33,3%    |